# Липшиц, Берта
Бе́рта Ли́пшиц (урождённая Бе́рта Моисе́евна Китро́сер, после эмиграции Китроссе́р — фр. Bertha Kitrosser (Berthe Lipchitz); 1889, Сороки, Бессарабская губерния — 1972, Париж) — поэтесса, жена и муза скульптора Жака Липшица.

## Биография
Берта Моисеевна Китросер родилась в уездном городке Сороки в семье Моисея Алтеровича Китросера и его жены Сары. После эмиграции в Париж вышла замуж за полковника и впоследствии советского драматурга Михаила Владимировича Шимкевича (1885—1942), сына зоолога В. М. Шимкевича. От этого брака в 1913 году родился её единственный сын Андрей Шимкевич (André Schimkéwitsch). Писала стихи на русском языке.

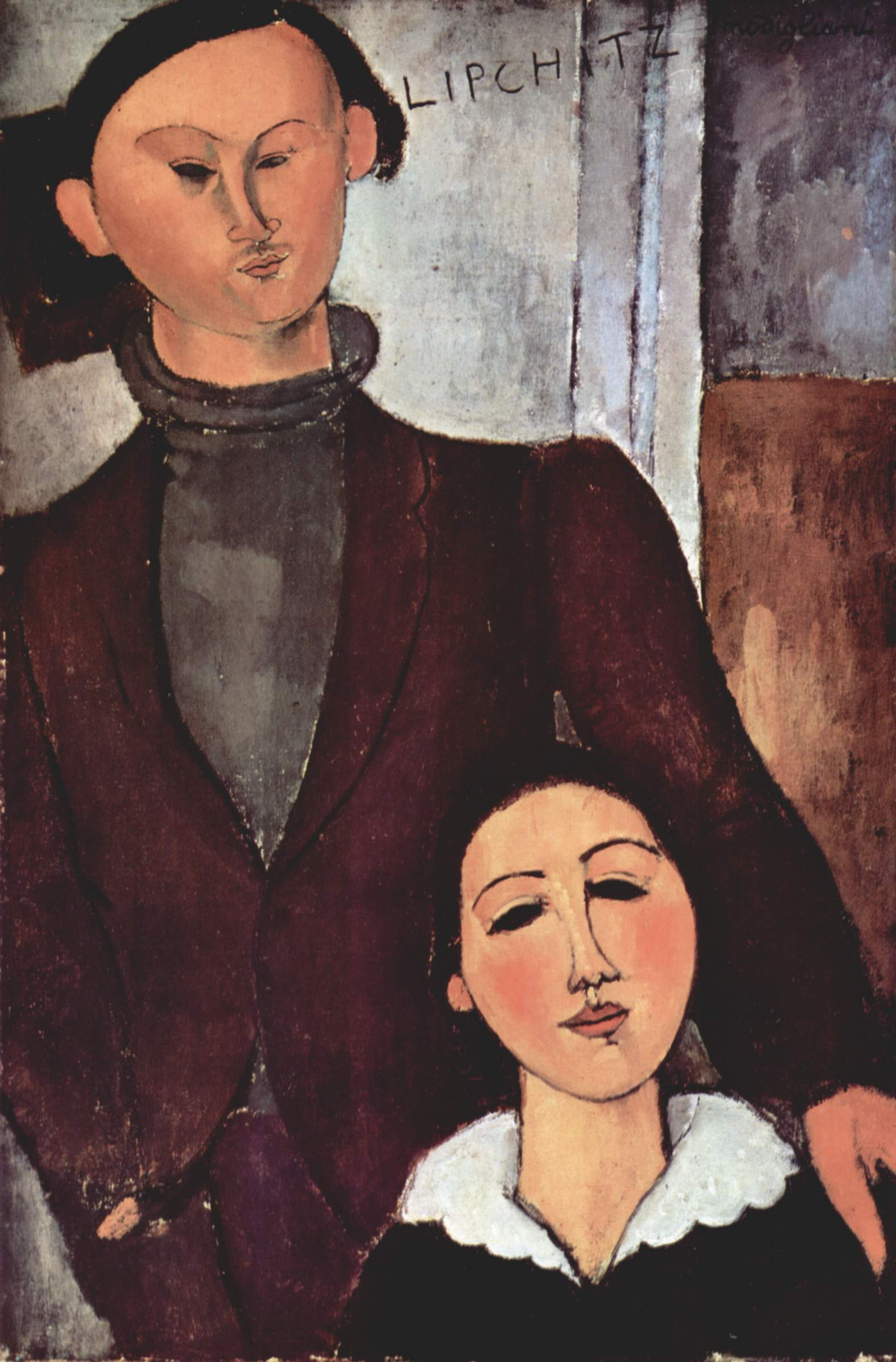
Амедео Модильяни «Портрет Жака и Берты Липшиц» (1916)

В 1915 году познакомилась со скульптором Жаком Липшицом, за которого годом позже вышла замуж; супруги поселились в бывшей квартире скульптора К. Бранкузи (54 rue de Montparnasse). В 1916 году портрет Жака и Берты Липшиц нарисовал друг семьи Амедео Модильяни. В том же году портрет Берты Китросер в кубическом стиле нарисовал Диего Ривера. В 1918 году её портрет выполнил Хуан Грис (Portrait de Madame Berthe Lipchitz). Несколько скульптурных портретов жены в 1920 году выполнил сам Жак Липшиц. Липшицы были дружны с семьями Хуана Гриса и Висенте Уидобро, с которыми жили по соседству в Булони-Бийанкур.
В мае 1940 года Липшицы покинули Париж и через свободный от оккупации юг Франции бежали в Нью-Йорк (1941). В 1946 году Липшицы возвратились во Францию, но вскоре Жак вновь уехал в США, а Берта осталась во Франции и поселилась в Булони-Бийанкур. Переписка Берты и Жака Липшиц после развода (1948—1972, он к тому времени осел со своей второй женой Юллой Халберштадт (1911—2003) на Капри) хранится в архиве Липшица в Центре Помпиду. Похоронена на русском кладбище в Сент-Женевьев-де-Буа, вместе с сыном.

## Семья
Племянник Берты Липшиц (сын двоюродного брата, бельцкого адвоката Арона Нухимовича Китросера-Китросского) — советский и израильский химик Наум Аронович Китросский (1929, Бельцы — 2009, Иерусалим), первый муж правозащитницы И. И. Китросской-Мейман.
Другой племянник — французский фотограф Исаак Хунович (Николаевич) Китроссер (фр. Isaac Kitrosser; 1899, Сороки — 1984, Париж), инженер по профессии.